# A Chaiya Mitchai
Sayma Somboon, conocido artísticamente como A Chaiya Mitchai (Thai: เอ, ไชยา มิตรชัย) (n. 5 de abril de 1974) es un actor y cantante tailandés.

## Biografía
A Chaiya Mitchai nació el 5 de abril de 1974, su hermana menor es la actriz y cantante Ann Mitchai. Es hijo de Somsak Jaikwang (un actor, compositor y exintegrante del grupo musical teatral Likay) y de Duangduen Somboon (actriz y exintegrante del grupo musical teatral Likay), aparte de Ann también tiene un hermano menor llamado Mit Mitchai y su sobrino llamado Gino Chainernin Taowised. Además él tiene una licenciatura en comunicación social, graduado de la "Arts at Rangsit University".

## Discografía
- Gam-praa aa-won กำพร้าอาวรณ์
- Tayp gaan gu-son เทปการกุศล
- Jao baao som-mut เจ้าบ่าวสมมุติ
- Gra-tom saao mern กระท่อมสาวเมิน
- Pua nok ban-chee ผัวนอกบัญชี
- Long rak-dok faa หลงรักดอกฟ้า
- Rim grai-raat ริมไกรราศ
- Suay tee sut สวยที่สุด
- Man man kem kem มันๆ เค็มๆ
- Moo nee mee dtae pak หมูหนีมีแต่ผัก
- Tay pee chaai-klong เทพีชายคลอง
- Dton wai bpai baan rao ต้อนไว้ไปบ้านเรา
- Gra-tong long taang กระทงหลงทาง
- Look tòok leum ลูกถูกลืม
- Playng rak jaak chaiya เพลงรักจากไชยา
- Chaiya laa-buat ไชยาลาบวช
- San-yaa · 2 · bpee สัญญา 2 ปี
- Gra-tong teung fang กระทงถึงฝั่ง
- Moo · Moo · Moo หมู หมู หมู
- OST of Theppabud kon dtaa ngon เพลงประกอบละคร เทพบุตรขนตางอน
- Jai pee yang mee rak ใจพี่ยังมีรัก
- Fah Kieng Dao ฟ้าเคียงดาว
- OST of Poo-Yai Hed VS Gum-Nun Hoi เพลงประกอบละคร ผู้ใหญ่เห็ด Vs กำนันหอย
- Hua bun dai mai haeng หัวบันไดไม่แห้ง Vol. 1
- OST of Theppabud Chood Win เพลงประกอบละคร เทพบุตรชุดวิน
- Sa-wan lom prom pi-raam สวรรค์ล่มพหรมพิราม  (New Album Coming Soon!)

## Dramas
- Jao Chai Noy(เจ้าชายน้อย)(child)
- Pa Yak Song Paen Din(พยัคฆ์สองแผ่นดิน)(child)
- Nai Hoy Tamil(นายฮ้อยทมิฬ) (Ch7-2002)
- Thep Pa Butr Khon Ta Ngorn(เทพบุตรขนตางอน) (with Ao Petchrada) (Ch3-2003)
- Luk Tee Tuk Lerm (ลูกที่ถูกลืม) (Ch7-1998)
- Kaew Nar Mar(แก้วหน้าม้า) (Ch7-2004)
- Pi Goon Tong (พิกุลทอง) (Ch7)
- Sa Pai Hai Soh (สะใภ้ไฮโซ) (Ch5-2002)
- Cha Cha Cha Thah Ruk (ชะชะช่าท้ารัก) (Ch7)
- Mat Joo Raat Dting Dtong (มัจจุราชติ๊งต๊อง)(with Kob Suvanant)(Ch7)
- Leuat Sam See (เลือดสามสี)(with Ao Petchrada) (Ch3-2005)
- Roi Tai(รอยไถ) (Ch7-2002)
- Poo Yai Hed VS. Kamnun Hoi(ผู้ใหญ่เห็ด VS กำนันหอย) (with Tanyares)(Ch3-2006)
- Por Malai Rimtang(พ่อมาลัยริมทาง) (with Donut Manasnan) (Ch3-2009)
- Theppabut Chood Win(เทพบุตรชุดวิน) (with Namfon Patcharin) (Ch3-2009)
- Poo Yai Baan Na Ya (ผู้ใหญ่บ้านนะยะ)(2010)
- Pom Mai Yaak Bpen Saai Lap (ผมไม่อยากเป็นสายลับ) (with Vicky Sunisa) (Ch3-2010)(upcoming)
- Pun Tai Norrasing (พันท้ายนรสิงห์) (Ch3-2011)

## Películas
- The Troop Of Ghost - Likay เดอะโกร๋น ก๊วน กวน ผี - พระเอกลิเก(2004)
- Dark Water - Likay เวิ้งปีศาจ - พระเอกลิเก(2007)
- ผู้ใหญ่บ้านนะยะ (Poo Yai Ban Na Ya) - Channel 3 TV Movie (2010)

## Libro
- Pocket book : Likay...Chewit published on May 2006